# シャルロット〜Charlotte〜
『シャルロット〜Charlotte〜』は、雑誌『G-type』2004年10月号から2007年4月号まで連載（付録CDに収録）された、成人向けCDドラマ。本編15話と特別編1話の全16回連載。ここでは表題とともに派生作品も取り上げる。
キャラクターデザイン、イラストはズンダレぽん、企画構成、脚本は上崎よーいち。

## シャルロット〜Charlotte〜

### 舞台・あらすじ
第二次世界大戦が終戦した後、1947年のイギリスの首都ロンドンが舞台。
第二次世界大戦が終わった後のイギリスは戦勝国になったものの、植民地の独立運動に悩まされていた。そんな時代の中、アイルランドの田舎からロンドンに出稼ぎに来て、イギリスの名門貴族ハワード家でメイドとして働く少女がいた。彼女の名はシャルロット＝マーサー＝ベケット。

### 登場人物
シャルロット＝マーサー＝ベケット（CV：鳩野比奈）
本作の主人公。アイルランドの田舎（ウォーターフォード）出身でハワード家のメイドとして働きながら、その給料を田舎に仕送る生活をしていたが、自らの苦難を通じて自分をはじめとするアイルランド人の境遇に疑問を持つようになり、後にIRAの女性兵士として、祖国独立のために活躍するようになる。
フランチェスカ＝パトリック＝ハワード（CV：一色ヒカル、第1話のみ青山ゆかり）
イングランドの名門貴族で軍人でもあったハワード家の一人娘で、ブルーグラスアイと紫のヘアピンで留めてある美しいブロンドヘアーが特徴の美少女。傲慢かつ身勝手な性格で人に対して慇懃無礼な態度をとる。
初期のころは優雅な生活をしていたが、第二次世界大戦で父親が戦死、そのうえ逃亡将校として、という事態をきっかけに転落人生を歩むこととなる。
本作に出てくる女性キャラクターの中ではもっとも人気が高く、のちに『G-type』を代表するヒロインとなる。
サラ＝スミス（CV：野神奈々）
ロンドンのスラム街出身のハワード家のメイド。上昇志向が強く、性格はクール。フランチェスカの家庭教師エドワードと一緒に一儲けをたくらむ。
キャサリン＝ベイカー（CV：中瀬ひな）
リバプール出身のスカウス（リバプールっ娘）。ハワード家のメイド。
パトリシア＝ダグラス（CV：御苑生メイ）
スコットランド貴族、ダグラス家のひとり娘。フランチェスカの従姉妹。
エミリー＝メイスン（CV：YUKI）
ハワード家のメイド頭。スコットランド人でシャルロットのお姉さん的存在。優しく母性的。
メアリ＝ハワード（CV：アヤ）
イングランド貴族、ハワード家の女主人でフランチェスカの母親。威厳と気品を兼ね備えた美しい女性。
アン＝マリー（CV：七海ゆず）
スコットランド貴族、ダグラス伯爵の妻でメアリの義妹。パトリシアの母親。冷淡かつ皮肉家。
エドワード
フランチェスカの家庭教師。サラと一緒にハワード家で、金儲けをたくらむ。
ジャック＝ジョイス
ロンドンに留学中のアイルランド人青年、シャルロットのよき理解者。
ジョー＝ディロン
シャルロットに影響を与えるIRAの青年活動家、北アイルランドのベルファスト出身。

### 各話リスト
- 第1話「わたし、シャルロット！」2004年10月号
- 第2話「フランチェスカの鈴」2004年12月号
- 第3話「欲望という名の少女」2005年2月号
- 第4話「歌の誓い」2005年4月号
- 第5話「魂の自由」2005年6月号
- 第6話「斜陽館」2005年8月号
- 第7話「シャルロットダイアリー」2005年10月号
- 第8話「ハワード婦人の肖像」2005年12月号
- 第9話「ひとの中にあるもの」2006年2月号
- 第10話「善と悪の彼岸」2006年4月号
- 第11話「我が祖国」2006年6月号
- 特別編「恋人たち」2006年8月号
- 第12話「愛と嗜の戯れ」2006年10月号
- 第13話「ソドムの日」2006年12月号
- 第14話「悪徳の栄え」2007年2月号
- 第15話「シロツメクサ」2007年4月号

### 主題歌
オープニングテーマ「風のオルゴール〜シャルロット〜」
作詞 - reika（月兎） / 作曲・編曲 - KAZUYA（月兎） / 歌 - 鳩野比奈
エンディングテーマ「光の中のシャルロット」
作詞 - reika（月兎） / 作曲・編曲 - KAZUYA（月兎） / 歌 - 鳩野比奈

### シャルロットとその時代
各話ページには当時のイギリスやアイルランドを紹介するコラムが設けられていた。
- 「大英帝国、そしてアイルランド」2004年10月号
- 「大英帝国とアイルランドの留学事情」2004年12月号
- 「ロンドンショッピング事情」2005年2月号
- 「クリスタルパレス」2005年4月号
- 「IRA（アイルランド共和国軍）前編」2005年6月号※イースター蜂起
- 「IRA（アイルランド共和国軍）後編」2005年8月号※マイケル・コリンズ
- 「マグネトフォン」2005年10月号
- 「ウィリアム・ウォレス」2005年12月号
- 「スコットランド」2006年2月号
- 「アイリッシュ・パブ」2006年4月号
- 「1940年代のIRA」2006年6月号
- 「リバプールとスカウス」2006年10月号

## 世界はわたしにひざまずく！
『世界はわたしにひざまずく！』は、雑誌『G-type』2010年2月号から10月号まで連載（付録CDに収録）された、成人向けCDドラマ。戦後日本を舞台に『シャルロット』の登場人物が登場するスピンオフ作品である。
キャラクターデザイン、イラストはズンダレぽん、原作は上崎よーいち、脚本はひのまこと。

### 舞台・あらすじ
第二次世界大戦が終戦した後、1951年の日本の首都東京が舞台。
敗戦国となった日本で華族制度の廃止により貧しい生活を送っていた万里小路桜子、GHQに呼びつけられた彼女の前に現れたのは、GHQ職員となったイングランド系アメリカ人、フランチェスカ・パトリック・ハワードだった。

### 登場人物
大炊御門 櫻子（CV：風音）
本作の主人公。旧華族大炊御門家の長女で平民としてあばら家に暮らす少女。密かにカストリ雑誌に投稿して作家として身を立てようとしている。学校嫌いで女学校は休学している。特技は薙刀術。
フランチェスカ＝パトリック＝ハワード（CV：一色ヒカル）
イングランドの名門貴族で軍人でもあったハワード家の一人娘。没落後、アメリカに渡り有力者に取り入ることに成功、アメリカ合衆国国務省職員として日本に赴任する。桜子を呼びつけてはいじめるが、本当は気にかけていて最終的には彼女をガリオア留学生として留学させる。
エカテリーナ＝チャイコフスカヤ（CV：北都南）
若くしてソ連共産党政治局幹部に上り詰めた天才少女。大人たちからチヤホヤされてきたためワガママで高慢。背が低いことがコンプレックス。愛称はカーチャ。赤化と情報収集のため日本へ。
ラクシュミー・シャルマ（CV：海原エレナ）
インドの地方豪族の娘。カーストはクシャトリヤだが親が金で買ったため「シャルマ」というバラモンの名字を名乗る。大金持ちでとんでもない怠け者。行儀も悪く何もやることがないから暇つぶしに日本にやってくる。
サラ＝スミス（CV：野神奈々）
スコットランド人でハワード家の元メイド。かつては対立していたがフランチェスカの秘書となり日本へ。冷淡だが常にフランチェスカのことを考えて寄り添っている。
安田 いすみ（CV：草柳順子）
大炊御門家の使用人。カストリ雑誌ですでにデビューしている官能作家でもある。櫻子のよき相談相手。
ワレンチナ・テレシコワ（CV：柚木サチ）
コムソモールの少女でエカテリーナに従い研修も兼ねて日本へ。エカテリーナにはよくイジメられる。「将来は宇宙に行け」とメチャクチャな命令をされることも。愛称はワーリャ。
ミーナ（CV：上戸琉）
ラクシュミーの使用人兼オモチャ。妄想家で一旦妄想が膨らむと手がつけられない。
万里小路 華子（CV：藤森秋穂）
万里小路家の娘で櫻子が休学中の女学校のクラスメイト。おとなしく心優しい少女だが毒舌家。

## めりけんじゃっぷ
『めりけんじゃっぷ』は、雑誌『G-type』2010年12月号から2011年2月号まで連載（付録CDに収録）された、成人向けCDドラマ。ウエスタン風のアメリカ大陸を舞台に『シャルロット』および『世界はわたしにひざまずく！』の登場人物が登場するスピンオフ作品である。題名および主人公の二つ名は谷譲次の一連の作品「めりけんじゃっぷ」から。
実名の女ガンマンや銃が登場するが、『シャルロット』および『世界はわたしにひざまずく!』ほどの歴史の整合性はないパラレルワールドである。
キャラクターデザイン、イラストはズンダレぽん、原作は上崎よーいち、脚本はひのまこと。

### 登場人物
安田 いすみ（CV：草柳順子）
本作の主人公。大炊御門家の元使用人。谷譲次の「めりけんじゃっぷ」にあこがれてアメリカへ渡るも、紆余曲折を経てガンマンとしてアメリカを放浪することに。荒野の荒くれ者からは「めりけんじゃっぷ」と恐れられる。
銃はコルトM1873ピースメーカー（コルト・シングル・アクション・アーミー）
万里小路 華子（CV：藤森秋穂）
旧華族万里小路家の令嬢。自立した女性を目指して櫻子に遅れて自費でアメリカへ来たはずが、いすみとともにアメリカを放浪することに。二つ名は「プリンセス・ハナコ」。
銃はスミス&ウェッソンのスコフィールド・リボルバー（Model3）。
ワレンチナ・テレシコワ（CV：柚木サチ）
ロシアの工作員。エカテリーナの命令でアメリカに潜入してラングレー空軍基地を爆破するはずが、CIAと交戦の果てに着の身着のまま放浪していたところをいすみ達に助けられる。二つ名は「レッド・チャイカ」。
銃はナガンM1895。ちなみに射撃の腕は最低成績（ドゥウォーイカ）。
ジェーン・カナリー（CV：かわしまりの）
テキサスで娘のドリスとテクス・メクス料理店「カナリーニョ」を営む。かつては「カラミティ・ジェーン」と呼ばれた伝説の女ガンマン。
銃はウィンチェスターM1873。
ドリス・カナリー（CV：桃井穂美）
ジェーンの娘で「カナリーニョ」の看板娘。いすみ達を店に招き入れ、用心棒として雇う。
銃はデリンジャー（モデル不明）。
アニー・オークレイ（CV：金田まひる）
賞金首狩りや用心棒、各地の射撃大会で稼ぎながら放浪する凄腕の女ガンマン。「めりけんじゃっぷ」の名を聞きつけてテキサスへ。二つ名は「バッファロー・ビル・アニー」。
銃はマーリンM336。
アルフレド・ガルシア（CV：広末涼）
西部のならず者、ガルシア一家の首領で「カナリーニョ」を襲う。名前は映画『ガルシアの首』より。二つ名は「縛り首のガルシア」。
銃はコルト・ブローニングM1895重機関銃。
無法者1号（デスペラード・イーグル）（CV：越雪光）
無法者2号（デスペラード・シャーク）（CV：来栖川勇）
無法者3号（デスペラード・パンサー）（CV：蘭丸）
ガルシアの手下。

## パゾリーニに花束を
『パゾリーニに花束を』は、雑誌『G-type』2010年12月号から2011年2月号まで連載（付録CDに収録）された、成人向けCDドラマ。『シャルロット』に登場したスコットランド貴族の少女、パトリシアが主人公のスピンオフ作品である。元々はG-type10周年記念の読者プレゼント企画であった。題名のパゾリーニは映画監督のピエル・パオロ・パゾリーニより。
キャラクターデザイン、イラストはズンダレぽん、原作は上崎よーいち、脚本はひのまこと。

### 登場人物
パトリシア＝ダグラス（CV：御苑生メイ）
スコットランド貴族、ダグラス家のひとり娘。フランチェスカの従姉妹。ハワード家没落に乗じてフランチェスカを手に入れたはずが逃げられてしまい、彼女を思い嫁ぐこともなく老いてしまう。そんな彼女が交流のあったピエル・パオロ・パゾリーニの死を聞かされ、失意の中、かつてのソドムの日々を思う。
オリヴィア＝ダグラス（CV：春日アン）
エディンバラの孤児院で育った少女。その美貌からダグラス家の養子となる。孤優雅な生活や高貴な血筋に憧れていたお姫様願望の持ち主で、パトリシアの性癖をすべて受け入れる。

## フランチェスカ〜Francesca〜
『フランチェスカ』は、雑誌『G-type』2011年4月号に掲載（付録CDに収録）された、成人向けCDドラマ。一連の『シャルロット』シリーズの実質的な最終回である。
同シリーズの人気キャラクター、フランチェスカのその後を娘に語らせる形の回想であり、最後はフランチェスカ役の一色ヒカルと同誌連載『○学○年生』シリーズにもっとも多く出演した草柳順子のインタビューが収録されている。

### 登場人物
フランチェスカ＝パトリック＝ハワード（CV：一色ヒカル）
イングランド貴族、ハワード家の一人娘。『シャルロット』で没落したのちアメリカに渡り、『世界はわたしにひざまずく！』を経た後の彼女が娘によって語られる。
フランチェスカ＝クララ＝ハワード（CV：草柳順子）
フランチェスカの娘。「小フランチェスカ」と呼ばれる。性格は母親似。
安田 いすみ（CV：草柳順子）
日本の小学校教師。小フランチェスカの担任で、『世界はわたしにひざまずく！』を経て教師の道へ。

## その他

### 僕の妻はフランチェスカ＝パトリック＝ハワード
2009年『G-type HARD REMIX with DVD ツンデロcollection』に収録された音声企画。
出演
フランチェスカ＝パトリック＝ハワード（CV：一色ヒカル）